# Kleinbahn Rees–Empel
| Streckenlänge: | 5,24 km, ursprünglich 5,8 km |                 |                 |
| Spurweite: | 1435 mm (Normalspur)         |                 |                 |
| Stromsystem: | 750 Volt =                   |                 |                 |
| |                              |                 |                 |
| \| \| \| von Arnheim \| \| \| \| 0,00 \| Empel-Rees \| Empel-Rees \| \| \| \| nach Oberhausen \| \| \| \| 1,70 \| Rees-Hurl \| Rees-Hurl \| \| \| 3,00 \| Rees-Feldmark \| Rees-Feldmark \| \| \| \| Rees Depot \| \| \| \| 4,92 \| von Emmerich \| von Emmerich \| \| \| 5,24 \| Rees \| Rees \| \| \| \| nach Wesel \| \| |                              |                 |                 |
| Strecke |                              | von Arnheim     | von Arnheim     |
| Bahnhof | 0,00                         | Empel-Rees      | Empel-Rees      |
| Abzweig ehemals geradeaus und nach links |                              | nach Oberhausen | nach Oberhausen |
| Haltepunkt / Haltestelle (Strecke außer Betrieb) | 1,70                         | Rees-Hurl       | Rees-Hurl       |
| Haltepunkt / Haltestelle (Strecke außer Betrieb) | 3,00                         | Rees-Feldmark   | Rees-Feldmark   |
| Dienststation / Betriebs- oder Güterbahnhof (Strecke außer Betrieb) |                              | Rees Depot      | Rees Depot      |
| Abzweig geradeaus, nach rechts und von rechts (Strecke außer Betrieb) | 4,92                         | von Emmerich    | von Emmerich    |
| Bahnhof (Strecke außer Betrieb) | 5,24                         | Rees            | Rees            |
| Strecke (außer Betrieb) |                              | nach Wesel      | nach Wesel      |

Die Kleinbahn Rees-Empel betrieb vom 28. Februar 1915 bis zum 31. Dezember 1966 eine normalspurige Kleinbahn zwischen dem Bahnhof Empel-Rees an der Hollandstrecke und der Stadt Rees. Die Streckenkilometrierung hatte ihren Nullpunkt dabei am Bahnhof der Staatsbahn.

## Geschichte

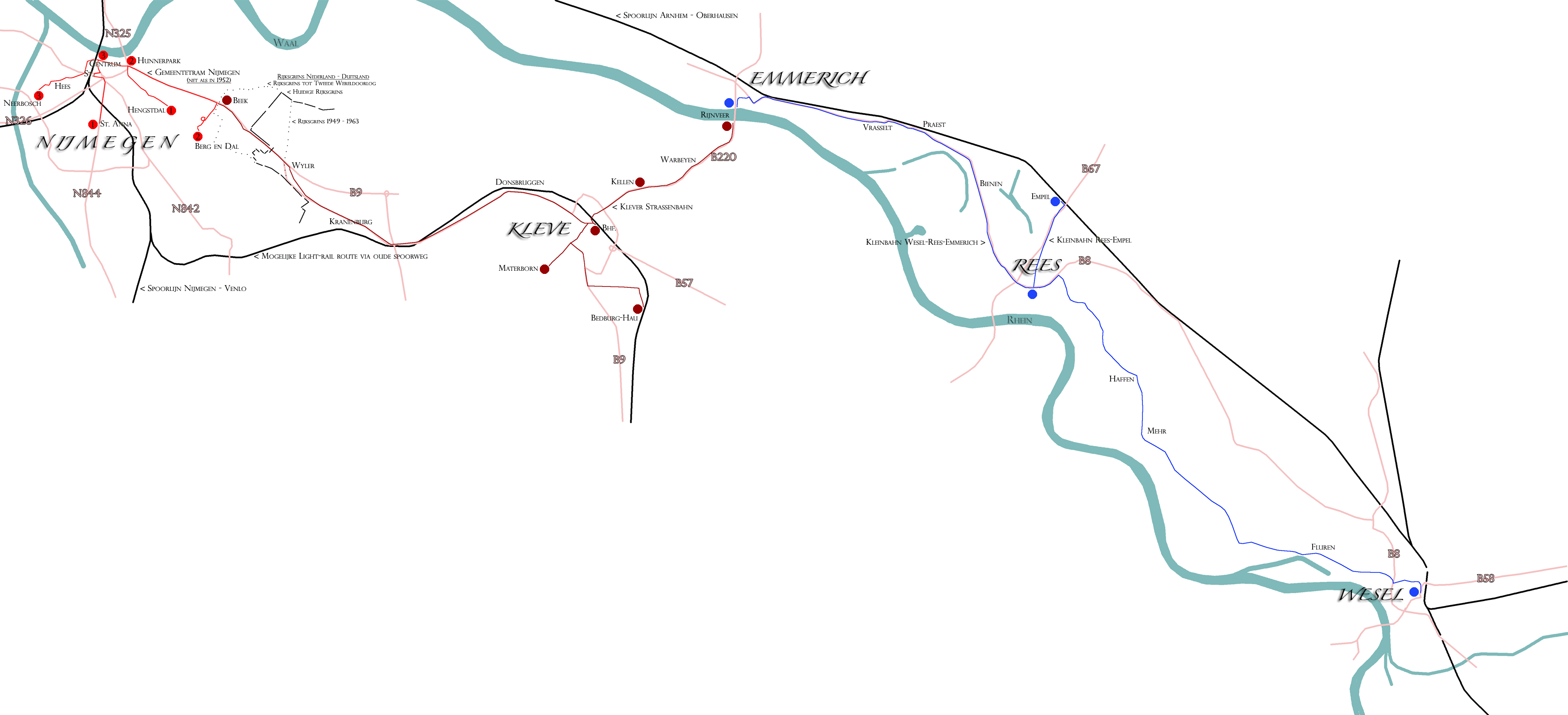
Das Straßenbahn- und Kleinbahnnetz zwischen Nimwegen und Wesel

Die Ursprünge der Bahn gehen auf eine Initiative der Baufirma Havestadt & Contag zurück, welche 1897 eine Stadt Reeser Anschlussbahn genannte Meterspurstrecke zwischen dem Bahnhof der Preußischen Staatseisenbahnen in Empel und der Stadt Rees baute. Die Konzession für die rund 5,8 Kilometer lange Bahn wurde am 2. Juni 1896 auf eine Dauer von 60 Jahren vergeben. In den folgenden Jahren kam es immer wieder zu Differenzen zwischen der Baufirma und der Stadt Rees, so dass diese die Bahn am 1. Juni 1909 übernahm. 1910 beschloss die Stadt die Bahn auf die Regelspur umzuspuren. Da die Planungen der Kleinbahn Wesel–Rees–Emmerich zu dieser Zeit weit vorangeschritten waren, übertrug die Stadt Rees am 1. Juli 1911 die Betriebsführung an das Rheinisch-Westfälische Elektrizitätswerk (RWE).
Am 15. Mai 1914 wurde der Betrieb eingestellt und es begann der Umbau der Strecke. Die Strecke, welche bis dahin fast vollständig im Pflaster der Provinzialstraße verlegt worden war, wurde parallel zu dieser auf einem eigenen Bahnkörper verlegt. Zudem wurde eine Gleisverbindung zur Kleinbahn Wesel–Rees–Emmerich hergestellt, so dass beide Bahnen 320 Meter Strecke gemeinsam nutzten. Zudem wurden die Wagen der Kleinbahn Rees–Empel im Depot der Kleinbahn Wesel–Rees–Emmerich untergebracht.
Die Abnahme der Strecke fand am 27. Februar 1915 durch die Polizei statt. Am Tag darauf wurde der Kleinbahnverkehr auf der nun nur noch 5,24 Kilometer langen Strecke aufgenommen. Am Werktagen wurde die Strecke insgesamt 19-mal befahren. Davon waren vier für die Beförderung der Post vorgesehen. Sonntags verkehrte die Bahn 17-mal. Den Betrieb führte seit 1936 die Rheinisch-Westfälische Straßen- und Kleinbahnen GmbH (RWSK) im Auftrag des RWE.
Im Zweiten Weltkrieg erlitt die Bahn erhebliche Schäden und musste am 24. Februar 1945 den Betrieb einstellen. Von Herbst 1944 fungierte die Bahnlinie bei Rees-Groin als südliche Begrenzung des Zwangsarbeitslagers, das bis zu seiner Befreiung am 25. März 1945 bestand. Sommer 1947 nahm man den Betrieb mit einer von der Deutschen Reichsbahn entliehenen Dampflok wieder auf. Nach der Währungsreform wurde das zu teuer und man beschaffte eine Kleinlok für den Güterverkehr, während der Personenverkehr mit einem angemieteten Omnibus stattfand. Die elektrischen Einrichtungen waren erst am 29. Dezember 1950 wieder so weit hergestellt, dass der elektrische Kleinbahnbetrieb wieder aufgenommen werden konnte. Die Diesellok wurde verkauft. Werktags wurde die Strecke nun elfmal befahren und sonntags achtmal. Drei der Fahrten an Werktagen dienten der Beförderung von Post.
Am 1. April 1961 wurde die Bahn vom Kreis Rees übernommen. Das RWE wollte seit längerem aus den noch bis 1976 laufenden Pachtverträgen heraus, denn es wurden Verluste eingefahren. Gegen Zahlung von 1,1 Millionen D-Mark Entschädigung an den Kreis wurden zum 30. April 1966 die Verträge vorzeitig aufgelöst. Dabei spielte auch eine Rolle, dass die Kreis Reeser Verkehrsgesellschaft mbH die vorläufige Konzession für eine neue Omnibuslinie durch die Feldmark erhalten hatte und somit die Kleinbahn Konkurrenz machte. Die letzte Bahn zwischen Rees und Empel verkehrte am 30. April 1966. Der Gütertransport zwischen Rees und Empel endete am 31. Dezember 1966. Die Strecke wurde abgebaut, die beiden Triebwagen gingen an Museumsbahnen in den Niederlanden.